# Vindmøllepark
En vindmøllepark er en gruppe forbundne vindmøller opstillet på samme lokalitet til produktion af elektricitet.
Danmarks vindkraftkapacitet var i 2006 på 3.136 MW nok til at dække mere end halvdelen af landets el-forbrug, alt afhængig af hvordan vinden blæser.[kilde mangler] Horns Rev Havmøllepark var ved sin indvielse i 2002 en af verdens største vindmølleparker med en effekt på 160 MW, men efterfølgende er der bygget langt større parker som for eksempel Kriegers Flak på 600 MW eller Vineyard Wind på 1000 MW. 

## Nogle vindmølleparker

### Danmark
Mølleparker på land
- Nationalt testcenter for store vindmøller
- Overgaard 152 MW (2022)[2][3]
- Nørhede-Hjortmose 73 MW[4][5][6] (+15 MW solceller)[7]
- Klim Fjordholme 70 MW (22×3,2 MW)
- Thorup, 77 MW (18×4,3 MW)[8]
- Nørre Økse Sø, 40 MW (2024)[9]
- Vindmølleparken Nørrekær Enge, 30 MW
- 15 MW ved Lyngdrup (Nordjylland)

Havmølleparker
- Anholt Havmøllepark, 400 MW
- Horns Rev Havmøllepark, 160 MW (vest for Esbjerg)
- Horns Rev 2, 209 MW (vest for Esbjerg)
- Horns Rev 3, 406 MW (første vindmølle tilsluttet elnettet 23. december 2018)
- Kriegers Flak, 600 MW med søkabel til Tyskland
- Nissum Bredning udfor Thyborøn, 4 styk 7 MW[10] og 8 styk 2,3 MW ved Rønland
- Middelgrundens Vindmøllepark, 35 MW (København)
- Rødsand Havmøllepark, 165+215 MW (syd for Lolland)
- Samsø Havmøllepark, 10 styk 2 MW havmøller 5 km syd for øen fra 2002 til 2037[11]
- Tunø Knob, 5 MW (produceret 387 GWh siden 1995, nordøst for Tunø)[12]
- Vesterhav Syd og Nord, 2×20 styk 8 MW. 170+170 MW[13]
- Thor havvindmøllepark ud for Thorsminde, 1000 MW under etablering[14]

### England
- London Array
- Thanet Vindmøllepark
- Lincs i den britiske del af Nordsøen[15]

### Estland
- i Paldiski

### USA
- Roscoe Vindmøllepark
- Vineyard Wind [1]

### Norge
- Hitra Vindpark i Hitra
- Smøla vindmøllepark i Smøla

### Tyskland
- i Jöhstadt
- Butendiek

### Sverige
- Lillgrund Vindmøllepark

## Verdens største havvindmølleparker
Idriftsatte havvindmølleparker med en kapacitet på minimum 100 megawatt nominal effekt, se update på Lists of wind farms.
| Havvindmøllepark          | Nominal effekt (MW) | Land           | Turbiner og model                                                   | Idriftsat | Referencer                  |
| ------------------------- | ------------------- | -------------- | ------------------------------------------------------------------- | --------- | --------------------------- |
| Walney                    | 1026,2              | Storbritannien | 102 × 3.6 MW, 47 x Siemens Gamesa 7 MW, 40 x MHI Vestas V164 8.25Mw | Juni 2018 |                             |
| London Array              | 630                 | Storbritannien | 175 × Siemens SWT-3.6                                               | Juli 2013 |                             |
| Anholt                    | 400                 | Danmark        | 111 x Siemens 3.6-120                                               | 2014      |                             |
| Thanet                    | 300                 | Storbritannien | 100 × Vestas V90-3MW                                                | 2010      | [ 16 ] [ 17 ]               |
| Horns Rev II              | 209                 | Danmark        | 91 × Siemens 2.3-93                                                 | 2009      | [ 18 ]                      |
| Rødsand II                | 207                 | Danmark        | 90 × Siemens 2.3-93                                                 | 2010      | [ 19 ]                      |
| Lynn and Inner Dowsing    | 194                 | Storbritannien | 54 × Siemens 3.6-107                                                | 2008      | [ 20 ] [ 21 ] [ 22 ] [ 23 ] |
| Robin Rigg (Solway Firth) | 180                 | Storbritannien | 60 × Vestas V90-3MW                                                 | 2010      | [ 24 ] [ 25 ]               |
| Gunfleet Sands            | 172                 | Storbritannien | 48 × Siemens 3.6-107                                                | 2010      | [ 25 ] [ 26 ]               |
| Nysted (Rødsand I)        | 166                 | Danmark        | 72 × Siemens 2.3                                                    | 2003      | [ 20 ] [ 27 ] [ 28 ]        |
| Bligh Bank (Belwind)      | 165                 | Belgien        | 55 × Vestas V90-3MW                                                 | 2010      | [ 29 ]                      |
| Horns Rev I               | 160                 | Danmark        | 80 × Vestas V80-2MW                                                 | 2002      | [ 30 ] [ 20 ] [ 27 ]        |
| Princess Amalia           | 120                 | Holland        | 60 × Vestas V80-2MW                                                 | 2008      | [ 31 ] [ 20 ]               |
| Lillgrund                 | 110                 | Sverige        | 48 × Siemens 2.3                                                    | 2007      | [ 32 ] [ 20 ]               |
| Egmond aan Zee            | 108                 | Holland        | 36 × Vestas V90-3MW                                                 | 2006      | [ 33 ] [ 20 ]               |
| Donghai Bridge            | 102                 | Kina           | 34 × Sinovel SL3000/90                                              | 2010      | [ 34 ] [ 35 ]               |

## Eksterne links
- List of offshore wind farms in Denmark